# Iouriy Tioutiounnyk
Iouriy Iossypovytch Tioutiounnyk (en ukrainien : Юрій Йосипович Тютюнник ; en russe : Юрий Осипович Тютюнник, Iouri Ossipovitch Tioutiounnik), né le 20 avril 1891 à Boudychtché (gouvernement de Kiev, Empire russe ; actuel raïon de Zvenyhorodka, oblast de Tcherkassy, Ukraine) et mort le 20 octobre 1930 à Moscou (Union soviétique), est un militaire ukrainien, général de l'armée nationale de la République populaire ukrainienne durant la guerre soviéto-ukrainienne.

## Jeunesse
Iouriy Tioutiounnyk naît le 20 avril 1891 dans le village de Boudychtché, près de Kiev. Ses parents, Iossyp et Maryna, sont des paysans anciennement soumis au servage. Ses cousins aînés Levko et Ananiy Chevtchenko s'impliquent par ailleurs dans la milice des Cosaques libres (en) avant de rejoindre le Parti ukrainien des socialistes révolutionnaires. Seuls cinq des neuf enfants de la famille de Iouriy Tioutiounnyk atteignent l'âge adulte. Après avoir fréquenté l'école de son village, il étudie dans une école agricole à Ouman.

## Service militaire pendant la Première Guerre mondiale
Tioutiounnyk est enrôlé dans l'armée impériale russe en 1913 : il est affecté au 6e bataillon sibérien à Vladivostok. Après le déclenchement de la Première Guerre mondiale en 1914, il est promu sous-officier, mais est blessé lors de la bataille de Łódź, en Pologne, en octobre de la même année. Pour sa convalescence, il est transféré dans un régiment de réserve à Krementchouk. Il réintègre ensuite le 6e bataillon, qui combat alors près du lac Naratch (aujourd'hui en Biélorussie).
Par la suite, Tioutiounnyk se voit offrir le commandement du bataillon par l'état-major, mais son intérêt se portant plutôt sur la stratégie militaire, l'armée lui suggère d'entreprendre des études militaires formelles. Il passe avec succès les tests d'entrée au 1er gymnasium de Kiev, avant d'être envoyé dans le Caucase où il fréquente une école militaire à Gori (aujourd'hui en Géorgie). Après avoir terminé ses études, il se voit de nouveau confier le commandement du 6e bataillon, qui prend encore activement part aux combats. Blessé une seconde fois, il se voit contraint à une nouvelle période de convalescence avant d'être envoyé à Simferopol, où il rejoint le 32e bataillon auxiliaire.

## Révolution de Février
Après la révolution de Février, le sens militaire de Tioutiounnyk attire l'attention d'Alexandre Kerenski, alors actif en Crimée. Il lui propose le commandement du quartier général du district militaire d'Odessa, offre que Tioutiounnyk décline car il ne voit aucune perspective d'avenir dans ce poste au sein du gouvernement provisoire. Au printemps 1917, il participe à la création du 1er régiment Hetman-Dorochenko de Simferopol.
Tioutiounnyk rejoint ensuite Kiev en tant que représentant militaire du 2e Congrès militaire panukrainien, réuni de façon clandestine. Il y est élu membre non partisan de la Rada centrale et président du Comité révolutionnaire de Kiev, tout en étant officiellement transféré dans le 228e régiment de réserve à Ekaterinoslav.

## Guerre soviéto-ukrainienne
A l'automne 1917, Tioutiounnyk met sur pied une unité de « Cosaques libres (en) » à Zvenyhorodka. Après la chute de Kiev aux mains des forces bolchéviques en 1918, l'unité, qui réunit 20 000 hommes, s'engage dans des batailles dans tout le centre de l'Ukraine. Il remporte un certain nombre de victoires, notamment contre la 8e armée bolchevique et les 8 000 combattants de Mikhaïl Artemyevitch Mouraviov, tout en reprenant des localités et des villes telles que Birzoula et Vapniarka. Par la suite, l'unité de Tioutiounnyk mène une guérilla contre les forces d'occupation allemandes et les forces du nouveau Hetmanat.
En février 1919, Tioutiounnyk fusionne son unité avec celle de Nikifor Grigoriev : celui-ci en devient le commandant en chef, tandis que Tioutiounnyk exerce la fonction de chef d'état-major. La force combinée compte plus de 23 000 soldats, 52 canons et vingt trains blindés. Elle s'illustre au cours de différentes batailles, en particulier contre les forces de l'Entente et de l'Armée blanche — tantôt en collaboration, tantôt en opposition avec les bolchéviques. Elle prend notamment les villes de Kherson et d'Odessa.
Tioutiounnyk finit par rompre définitivement avec les bolchéviques, dont il voit les objectifs vis-à-vis de l'Ukraine comme néfastes pour le pays. Il décide alors de s'unir aux unités de l'armée populaire ukrainienne près de Jmerynka. Au cours de l'été 1919, la 3e division de fusiliers, la 2e division de Volyne et la 2e brigade de Halytch remportent une série de succès militaires, libérant plusieurs villes dont Jytomyr, Bratslav et Ouman. À la fin de l'été, les forces de Tioutiounnyk sont confrontées au groupe bolchévique de Iona Yakir, puis, à l'automne, au mouvement blanc du général Iakov Slachtchev.
Du 6 décembre 1919 au 5 mai 1920, Tioutiounnyk participe à la première campagne d'hiver sous le commandement de Mykhaïlo Pavlenko : à la tête de la division de fusiliers de Kiev, il combat les bolchéviques jusqu'à l'automne 1920.
Malgré l'échec de l'opération, il participe à la planification de la seconde campagne d'hiver. Cette campagne est menée en 1921 : nonobstant quelques premières victoires, elle se solde finalement par un échec. L'unité tombe aux mains de l'ennemi et plus de 300 soldats sont exécutés par la Garde rouge près de Jytomyr. Tioutiounnyk, accompagné d'un petit nombre de soldats, parvient à s'échapper.

## Ukraine soviétique et exécution

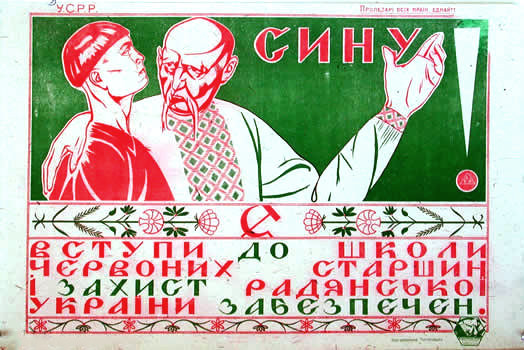
Une affiche de recrutement soviétique de 1921 sur le thème de l'ukrainisation. Le texte se traduit : Fils ! Inscrivez-vous à l'école des commandants rouges et la défense de l'Ukraine soviétique sera assurée.

Après la seconde campagne, Tioutiounnyk s'installe clandestinement à Lwów, en république de Pologne (aujourd'hui Lviv, en Ukraine occidentale). Il y est approché par le Haut Conseil militaire (VVR), qui se présente comme une organisation d'insurgés ukrainiens : il s'agit en réalité d'un groupe fictif créé par le Guépéou pour le mettre en confiance et le faire revenir en territoire soviétique. Le 26 mars 1923, un certain Mykhaïlo Dorochenko, qui se fait passer pour un membre important du VVR, l'invite à rentrer en RSS d'Ukraine pour diriger l'organisation (qui l'a prétendument élu à sa tête in absentia). Dans la nuit du 17 juin 1923, il traverse donc le Dniestr, qui marque la frontière soviétique, et est immédiatement arrêté par le Guépéou. Contraint de coopérer avec le gouvernement soviétique, il donne des conférences à l'École des commandants rouges de Kharkov. Il co-écrit également le scénario du film Zvenigora d'Alexandre Dovjenko et joue dans un film de propagande contre Symon Petlioura, PKP (« Piłsudski a acheté Petlioura »).
Lorsque Joseph Staline met fin à la politique d'ukrainisation, de nombreux Ukrainiens sont victimes de la répression politique du régime. C'est ainsi que le 12 février 1929, Tioutiounnyk est arrêté à Kharkov et déporté à Moscou, où il est jugé. Le 3 décembre 1929, il est reconnu coupable d'« agitation anti-soviétique » et condamné à mort. Il est finalement fusillé 20 octobre 1930 à la Loubianka.

## Famille
Tioutiounnyk était marié à Vira Andriïvna Tioutiounnyk et père de deux filles. Sa famille est secrètement transférée par la Tchéka de l'étranger à Kharkov ; après sa mort, ils vivent dans le Kouban jusqu'en 1932. Leur sort ultérieur est inconnu.

## Tioutiounnyk dans la culture populaire ukrainienne
En jouant lui-même dans divers films, Tioutiounnyk acquiert une image de révolutionnaire fringant dans la culture populaire ukraino-soviétique. Cette image est immortalisée par l'écrivain ukrainien Ivan Bagriany et mise en musique par Hryhory Kytasty. La chanson Pisnia Pro Tioutiounnyka (ukrainien : Пісня про Тютюнника) évoque l'arrivée en Ukraine de son unité depuis la Sibérie pour aider le gouvernement Petlioura de la République populaire ukrainienne en 1919.